# Navarre Scott Momaday
Navarre Scott Momaday (Lawton, Oklahoma, 27 de febrero de 1934-24 de enero de 2024) fue un escritor nativo estadounidense de la nación Kiowa. Hijo de la también escritora Scott Momaday y el pintor Al Momaday, Navarre se crio en la Reserva Kiowa de Lawton, Oklahoma. Ha colaborado en el desarrollo del documental de Ken Burns y Stephen Ives, «The West», por su conocimiento sobre la historia y leyendas de los Kiowa.

## Biografía
Su padre, Alfred Morris, era artista y profesor, y sus obras de arte han sido utilizadas para ilustrar algunos de los libros de Momaday, incluida su historia de los Kiowa: The Way to Rainy Mountain. Su madre se dedicaba a la enseñanza y escribía libros infantiles. Momaday pasó su infancia en una sucesión de reservas nativas aprendiendo las culturas de los pueblos indios.
La familia se asentó en Jemez, Nuevo México, lugar de inspiración de «La casa hecha de alba».

## Premios y reconocimientos
- Fue galardonado con el Premio Pulitzer de ficción en 1969.[4]
- Medalla Robert Frost en 2021.[5]

### La casa hecha de alba (House made of Dawn)
En junio de 1945, un joven Indio Tano, llamado Abel regresa de su servicio militar a su pueblo, Walatowa, en el Cañón de Sandiego en Nuevo México, solo para descubrir que ha entrado en un infierno entre dos culturas. El mundo de su abuelo, Francisco –y el de los padres de Francisco antes que él– es un mundo de ritmos temporales, un lugar áspero y bonito definido por una incesante pobreza; un lugar con criaturas, tradiciones y ceremonias que se remontan a miles de años atrás. El mundo urbano de la América de posguerra, con su abundancia material y su promesa de enriquecimiento aleja a Abel de su gente. Es una difícil elección realizada con dolor para Abel que le conducirá a la cárcel tras una vida de derroches, disgustos y desesperación en Los Ángeles. Situado entre el pueblo y la ciudad, entre la tradición ancestral y el materialismo moderno, entre la luz de las estrellas y la de las farolas, Abel desciende más y más hacia su infierno particular, un destino que no es desconocido para miles de nativos americanos.

## Algunas publicaciones
- The Journey of Tai-me (1967), folclore
- House Made of Dawn (1968), novela
- The Way to Rainy Mountain (1969) (ilustró su padre, Alfred Momaday), folclore
- Angle of Geese (1974), poetry chapbook
- The Gourd Dancer (1976), poesía
- The Names: A Memoir (1976), memorias
- The Ancient Child (1989), novela
- In the Presence of the Sun (1992) cuentos y poesía
- The Native Americans: Indian County (1993)
- The Indolent Boys (Play) estrenada en Syracuse Stage estación 1993-94.[6]
- Circle of Wonder: A Native American Christmas Story (1994), children's book
- The Man Made of Words: Essays, Stories, Passages (1997), stories and essays
- In the Bear's House (1999), mixed media
- Four Arrows & Magpie: A Kiowa Story (2006), children's book
- Three Plays: The Indolent Boys, Children of the Sun, and The Moon in Two Windows (2007), plays
- Again the Far Morning: New and Selected Poems (2011) poesía